# Saint-Jores
Saint-Jores est une ancienne commune française du département de la Manche et de la région Normandie, devenue le 1er janvier 2016 une commune déléguée au sein de la commune nouvelle de Montsenelle.
Elle est peuplée de 372 habitants.

## Géographie
La commune est au sud de la péninsule du Cotentin, au nord du Coutançais. Son bourg est à 9,5 km à l'est de La Haye-du-Puits, à 14 km au nord de Périers, à 15 km à l'ouest de Carentan, à 16 km au nord-est de Lessay et à 17 km au sud-est de Saint-Sauveur-le-Vicomte.
Les limites communales sont associées aux rus et rivières. En partant du nord et en suivant le périmètre de la commune dans le sens horaire, la première est la Senelle, puis le ruisseau de la Bonne Eau, la Judée, la Sèves, le Canal (le Mouloir), le ruisseau de l'Issue Courte, le ruisseau du Catelet et enfin le ruisseau Sainte-Suzanne.
Le relief de la commune est une dénivellation générale d'ouest en est d'une altitude d'une quarantaine de mètres jusqu'à moins d'une dizaine. Cette différence d'altitude marque la transition entre les derniers reliefs du bocage et le marais où se situent d'importantes tourbières. Dans ce relief monotone, les vallées des ruisseaux constituent les seuls accidents notables.
| Prétot-Sainte-Suzanne | Coigny              | Baupte |
| Prétot-Sainte-Suzanne | Saint-Jores         | Auvers |
| Le Plessis-Lastelle   | Le Plessis-Lastelle | Gorges |

## Toponymie
Le nom de la localité est attesté sous les formes Sancti Georgii en 1186, S. Georgius en 1350 et 1361 et Saint Joire en 1499.
Jores est une forme du nom de Georges de Lydda, martyr du IVe siècle à qui la paroisse était dédiée, représenté en chevalier par une statue classée en son église.
Le gentilé est Saint-Jorais.

## Histoire

### Antiquité
À l'époque gallo-romaine, pendant la Pax Romana et sous le règne d'Auguste, il est probable qu'une agglomération romaine secondaire voit le jour, sur la voie de Valognes à Coutances.

### Moyen Âge
Au XIIe siècle, la paroisse relevait de l'honneur de Néhou.

### Temps modernes
En 1514, Jehan/Jean de Saint-Germain, vicomte de Carentan, est qualifié de seigneur de Saint-Germain et de Saint-Joire.
Au XVIIe siècle, la paroisse a pour seigneur Jean-Antoine de Franquetot († 1652), comte et seigneur de Saint-Jores, député aux États de Normandie en 1630, lieutenant de la compagnie des gendarmes de la reine en 1642 et maréchal de camp des armées de Louis XIV en 1646.

### Révolution française et Empire
En 1796, des chouans de la région se réunirent à Lastelle et dressèrent une liste de personnalités à abattre. Le 25 mars, un massacre est commis et plusieurs personnalités enlevées dont les curés constitutionnels du Plessis et de Saint-Jores. Tous ces hommes furent emmenés dans l'église, aujourd'hui disparue, du Plessis et fusillés.

### Époque contemporaine

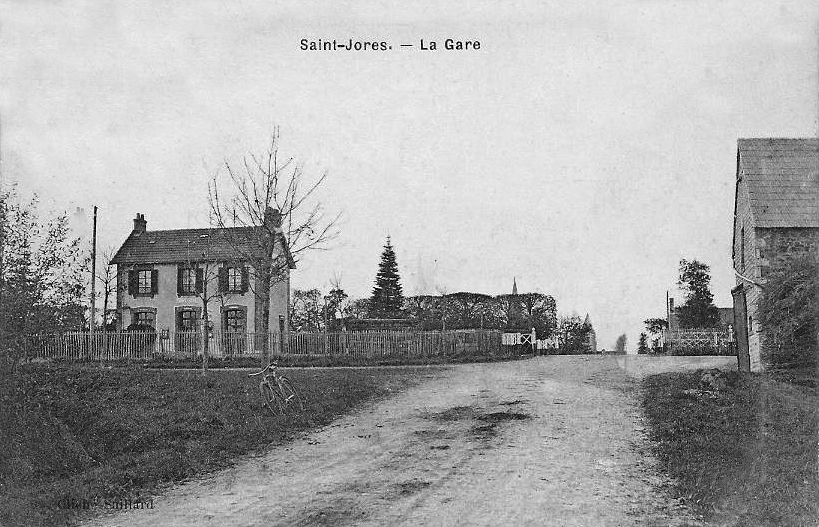
La gare de Saint-Jores en 1900.

Lors de la Seconde Guerre mondiale, Saint-Jores est libéré le 4 juillet 1944 par le 1er bataillon du 358e régiment américain. Une journée a été nécessaire pour chasser la 77e division d'infanterie allemande après avoir essuyé un assaut de blindés allemands.
La ligne de chemin de fer traversant le territoire communal a été démantelée dans les années 2000 et remplacée par une voie verte réservée aux piétons cycles et animaux. La gare de Saint-Jores qui desservait la commune est désormais une maison d'habitation.

## Politique et administration
| Période                                  | Période       | Identité         | Étiquette | Qualité     |
| ---------------------------------------- | ------------- | ---------------- | --------- | ----------- |
| 1947                                     | 1959          | Louis Haize      |           |             |
| 1959                                     | 1977          | Auguste Faudemer |           |             |
| 1977                                     | juin 1995     | Jean Balley      |           |             |
| juin 1995                                | décembre 2015 | Gérard Besnard   | SE        | Agriculteur |
| Les données manquantes sont à compléter. |               |                  |           |             |

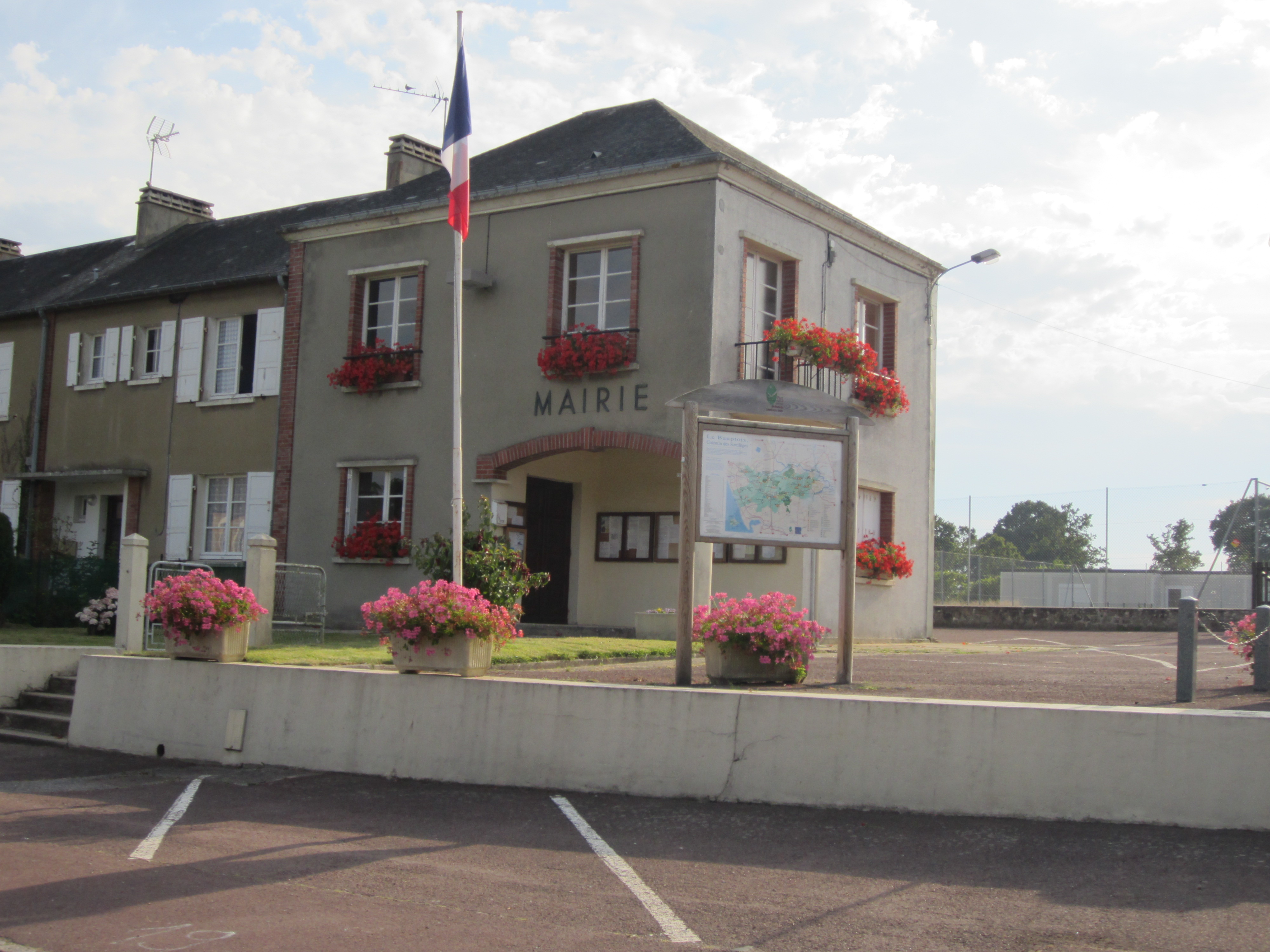
La mairie.

Le conseil municipal était composé de onze membres dont le maire et deux adjoints.

## Population et société

### Démographie
En 2021, la commune comptait 372 habitants. Depuis 2004, les enquêtes de recensement dans les communes de moins de 10 000 habitants ont lieu tous les cinq ans (en 2007, 2012, 2017, etc. pour Saint-Jores) et les chiffres de population municipale légale des autres années sont des estimations.
Saint-Jores a compté jusqu'à 950 habitants en 1821.
| 1793 | 1800 | 1806 | 1821 | 1831 | 1836 | 1841 | 1846 | 1851 |
| ---- | ---- | ---- | ---- | ---- | ---- | ---- | ---- | ---- |
| 865  | 811  | 939  | 950  | 807  | 809  | 846  | 888  | 853  |

| 1856 | 1861 | 1866 | 1872 | 1876 | 1881 | 1886 | 1891 | 1896 |
| ---- | ---- | ---- | ---- | ---- | ---- | ---- | ---- | ---- |
| 854  | 830  | 815  | 733  | 761  | 731  | 765  | 784  | 742  |

| 1901 | 1906 | 1911 | 1921 | 1926 | 1931 | 1936 | 1946 | 1954 |
| ---- | ---- | ---- | ---- | ---- | ---- | ---- | ---- | ---- |
| 660  | 674  | 652  | 502  | 507  | 491  | 486  | 501  | 493  |

| 1962 | 1968 | 1975 | 1982 | 1990 | 1999 | 2007 | 2011 | 2016 |
| ---- | ---- | ---- | ---- | ---- | ---- | ---- | ---- | ---- |
| 426  | 485  | 514  | 456  | 426  | 462  | 367  | 359  | 366  |

| 2019 | - | - | - | - | - | - | - | - |
| ---- | - | - | - | - | - | - | - | - |
| 370  | - | - | - | - | - | - | - | - |

### Manifestations culturelles et festivités
- Fête patronale Saint-Georges dans la deuxième quinzaine d'avril : fête foraine, messe, défilés spectaculaires, vide-greniers, bal populaire sont les événements habituels associés à cette fête.
- Fête du quinze août, avec en général un repas « sous la tente ».

### Sports et loisirs
L'Association sportive saint-joraise fait évoluer une équipe de football en division de district.

## Économie
La commune se situe dans la zone géographique des appellations d'origine protégée (AOP) Beurre d'Isigny et Crème d'Isigny.

## Culture locale et patrimoine

### Lieux et monuments

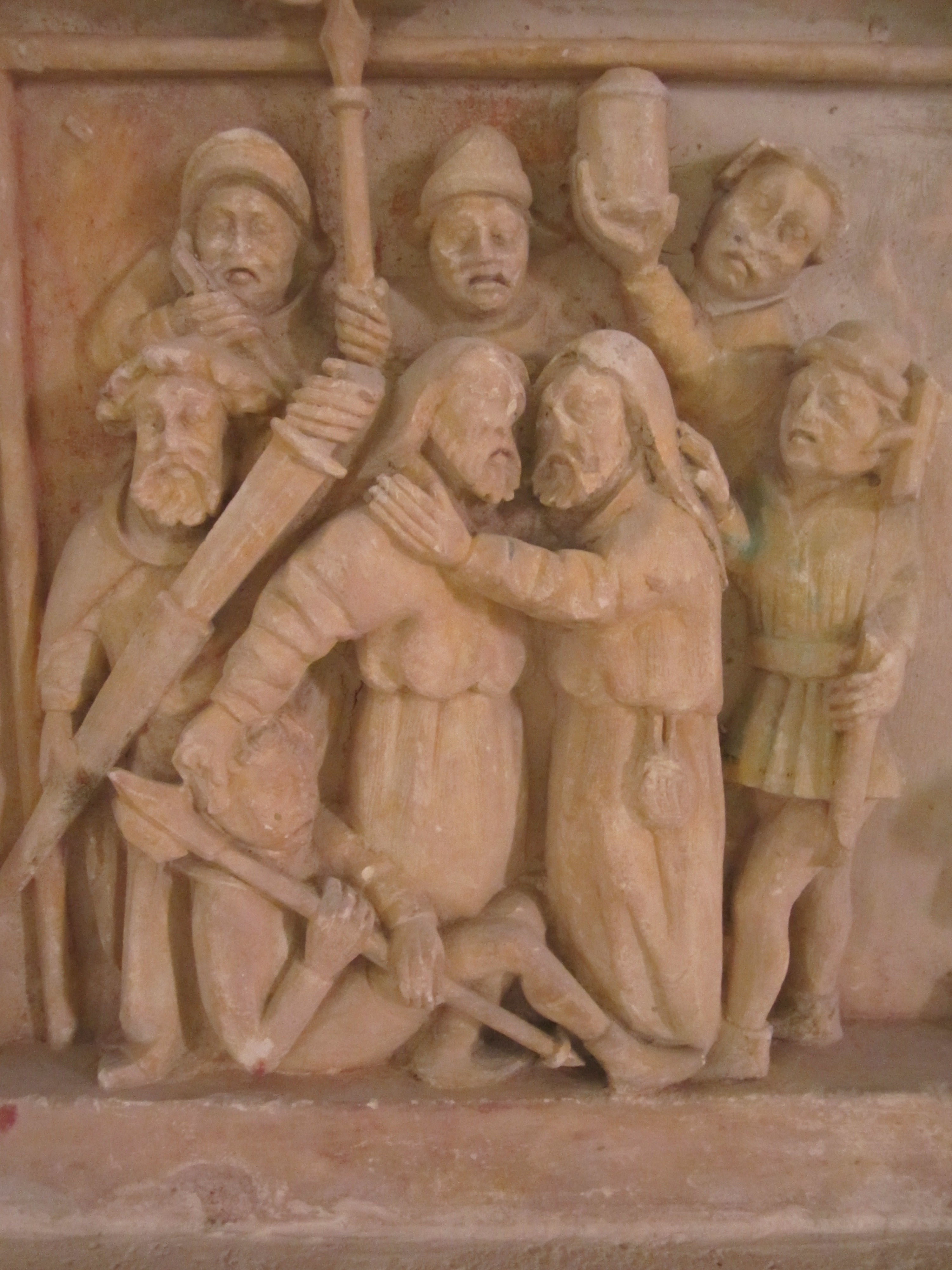
Le bas-relief Le Baiser de Judas.

- Église Saint-Georges des XIIe, XVIe – XIXe siècles. Elle abrite six bas-reliefs du XVe, dont un représentant le baiser de Judas et un autre la flagellation du Christ, provenant d'un retable de la Passion classés au titre objet aux monuments historiques[20], une vierge assise allaitant l'enfant du XIIIe-XVe et une statue de pierre peinte du XVe siècle, de 0,90 mètre de haut, représentant saint Georges à cheval également classées[21] ainsi que des fonts baptismaux, datés de 1958, dont la cuve est un coquillage de Tahiti, une verrière du XXe de Max Ingrand[11].

L'abbaye de Blanchelande avait le patronage de l'église.
L'édifice du XIIIe siècle, qui a subi d'importants dégâts d'avril à juillet 1944, a été restaurée à partir de 1949 et ce jusqu'en 1957. L'église avec sa nef imposante du XIIIe siècle, restaurée au XIXe siècle a deux clochers. Le chœur du XVe siècle comprend deux chapelles latérales.
- Oratoire daté de 1903.
- Stèle érigée près de la mairie en l'honneur des Américains de la 90e division d'infanterie, libérateurs de la commune le 5 juillet 1944.
- Les Belles Croix, croix couplées antérieures au XVIIe siècle. Une tradition rapporte que deux frères avaient fait le vœu d'élever une croix à l'endroit où ils se retrouveraient au terme d'un long voyage… ce fut à Saint-Jores[11].
- Lavoir des Perrées.

Pour mémoire
- Motte signalée par Renault au lieu-dit la Butte du Castel. Le lieu-dit n'existe plus, la motte non plus[24],[Note 3].
- Manoir de la Saint-Jorerie[22], au village éponyme, possession d'une ancienne famille du nom de Saint-Jores[26].

### Personnalités liées à la commune
- Thomas Guillotte qui prit le nom de Franquetot seigneur de Franquetot de Saint-Jores et de Coigny vers 1560.